# Vodenice
Vodenica je struktura koja koristi vodeničko kolo, za mljevenje žita i dobivanje brašna, za piljenje dasaka, obradu tekstila i druge poslove, koji rade na vodeni pogon (potoka ili rijeke). U prapovijesti i antičko doba postojali su samo ručni mlinovi i mlinovi na životinjski pogon. Princip korištenja snage tekuće vode bio je poznat u prvim stoljećima poslije Krista, ali je primijenjen tek u Srednjem vijeku, kad se gradnja mlinova proširila u cijeloj Europi, osobito poslije 12. stoljeća.

## Povijest
Postoje dvije osnovne vrste vodenica, one koje koriste na vodeničkom kolu vertikalnu osovinu i one koje koriste horizontalnu osovinu. Vodenice s horizontalnom osovinom mogu se dalje podijeliti na vodenice gdje voda teče ispod drvenog kotača, vodenice gdje voda teče u tijelo drvenog kotača i vodenice gdje voda teče preko drvenog kotača. 

### Stara Grčka i Rim
Stari Grci su izmislili dvije osnovne stvari za vodenicu: vodeničko kolo i zupčasti prijenosnik. Prvi dokazi o vodeničkom kolu pogonjenim vodom potječu iz 3. stoljeća pr. Kr., u mjestu Perahora u Grčkoj. Prvi koji je opisao rad vodenica bio je Filon iz Bizanta (280. – 220. pr. Kr.).
U Rimskom carstvu prvi koji je opisao rad vodenica bio je Vitruvije. Stari Rimljani su koristili vodenice na rijekama i potocima, za dobivanje brašna, rezanje kamena, drobljenje kamena, u svojim provincijama u Anatoliji, Sjevernoj Africi, Francuskoj. Vodenice u Anatoliji su imale mehanizam s koljenastim vratilom i ojnicom. 537. general Belizar je koristio brod – vodenicu, za vrijeme dok su opkoljavali Istočne Gote.

### Srednji vijek
U Srednjem vijeku se nastavilo s gradnjom vodenica. U Irskoj su gradili vodenice na plimu i oseku. Godine 1086. napisana je velika knjiga "Domesday Book" u Engleskoj. U toj knjizi, napisanoj po zahtjevu Vilima I. Osvajača, bila su popisana vlasništva nad zemljištima i nekretninama u svrhu ubiranja poreza. Prema toj knjizi na jugu Engleske postojalo je 5 624 vodenica. Oko 400 ljudi koristilo se jednom vodenicom.

### Povijest vodenica u svijetu
U Kini, za vrijeme dinastije Han, vodenice su se koristile za dobivanje brašna i za pogon mijeha kod proizvodnje lijevanog željeza. 
Arapi su naučili graditi vodenice od starih Grka. Uglavnom su ih koristili za podizanje vode, čak i do 30 metara (Al-Andalus). Oni su taj način korištenja nazivali noria.
U Indiji se vodenice i dan danas koriste za dobivanje brašna, ima ih još oko 200 000 koje rade, a u Nepalu oko 25 000 u pogonu.